# Радолищка базилика
Радолищката базилика (на македонска литературна норма: Радолишка базилика) е раннохристиянска православна базилика, чиито руини са открити край стружкото село Радолища, югозападната част на Северна Македония.

## Описание
Църквата е открита в 1951 година на пет километра западно от Струга в местността Егюпски гробища, Цигански гробища или Цигански гроб. 
Базиликата е датирана към края на V век. По своята форма църква е трикорабна, с апсида на изток. Като архитектурна композиция е сходна с базиликата в Студенчища. Подовете на нартекса и на централния кораб са покрити с мозайки, а декорацията е изполнена със стилизирани четирилисти, с кръгли медальони в двойни плетеници и стилизирани дървета с най-различни плодове и животни, а пространствата между кръглите полета са изпълнени с мотива на Соломоновия възел. Пространствното между източните и северните пиластри в нартекса е изпълнено с мотив на рибени люспи. Централният кораб на наоса е украсен с килим, формиран от полета со полигонален и кръгъл облик, в които са представени най-различни видови риби, ягули, раци и птици. Базиликата е разрушена в IX – X век.